# Gualberto do Rosário
Gualberto do Rosário, född 12 oktober 1950, var regeringschef (premiärminister) i Kap Verde från den 5 oktober 2000 till den 1 februari 2001. Under tiden 29 juli 2000 till 5 oktober 2000 var han tjänsteförrättande premiärminister åt Carlos Veiga.